# 金刻羽
金刻羽（英語：Jin Keyu，1982年—）是中国经济学家，伦敦政治经济学院终身副教授，教授国际宏观经济学和中国经济。她的研究重点是全球贸易失衡、全球资产价格和中国经济增长模式。

## 早年生活和教育
金刻羽生于北京，父亲是前财政部副部长和前亚洲基础设施投资银行行長金立群。中学就读于北京市人大附中。14岁赴美求学，进入纽约哈瑞斯曼高中。，后来搬到马萨诸塞州剑桥市就读哈佛大学。
金于2004年获得哈佛大学经济学学士学位，2009年获得哈佛大学经济学博士学位。
金刻羽在其哈佛大学的博士论文提出了一个针对世界范围的资本从发展中国家向发达国家流动的解释，即“Lucas puzzle”。她还研究了中国的信贷市场，独生子女政策对经济的影响以及人口变化对经济的影响等。金刻羽在哈佛大学攻读博士学位期间获得了最佳研究生奖。

## 职业
金是宏观经济的和金融政策问题的专家。金的研究重点是全球失衡和全球资产价格、中国增长模式的驱动因素、独生子女政策的影响以及中国储蓄之谜。
2009年至2016年期间，她担任伦敦政治经济学院经济学助理教授，后成为副教授。
曾任清华大学、加州大学伯克利分校和耶鲁大学的客座教授。2014年入选达沃斯“全球青年领袖”，2017年，加入瑞士历峰集团董事会并担任董事。

## 活动
金刻羽的学术研究曾多次刊登在《美国经济评论》等顶级学术期刊，她的一些经济评论也多次在《金融时报》等权威媒体发表。此外，金刻羽还在《财新》和《世界报业辛迪加》等刊物拥有专栏。
2018年1月，金刻羽受邀参加达沃斯论坛，与美国财政部长史蒂芬·梅努欽就美元问题进行了辩论，并且与國際貨幣基金組織总裁克里斯蒂娜·拉加德就中国的资本项目开放展开了讨论。她曾与美国中央情报局前局长大衛·霍威爾·彼得雷烏斯、前美国财政部长及许多国家的首相同台交流。在重大的国际会议上，金刻羽教授代表中国发声 。
她参加了许多国际辩论和电视纪录片系列节目。她经常客串CNBC，彭博社，BBC新闻之夜，包括CNN的Fareed Zakaria GPS。在中国，她是一位著名的经济学家和专栏作家。

## 言论
- 2020年起接下来十年，亚洲经济对全球GDP的增长贡献率预计将达到50%，中国的贡献更可能达36%，[22]因此亚洲将成为世界经济的增长引擎。
- 2018年达沃斯论坛金融演講會上，金刻羽和美国财长姆钦有短暫交鋒，金刻羽认为美元的地位主要是因之前缺少替代品罢了。姆钦反駁稱世界上擁有美元的人是对美国金融体系和政治制度的信心，她立即回辯任何貨幣只要有可靠流动性、贸易和金融计价可用性，都能作為儲備貨幣。[23]
- 2019年夏季达沃斯新领军者年会上表示，中國於創新投入的金額已經領先世界，但創新投入是長期效應，要投入後漫長歲月才會看到效益開始顯現[24]，不是短期幾年內就看到成果。
- 中国资本流出是一个必然的趋势，因為高層認識到所有的财富聚集在一个地方，容易形成泡沫和無效投資，海外投資的開放给家庭一种分散风险與到世界各地獲利的机会。[25]
- 其2019年於世界报业辛迪加（Project Syndicate）發表文章，據她觀察中美貿易戰並非單純貿易摩擦與商場糾紛，而是源自美国对另一个文明乃至种族的敌意，因此任何經濟思維的談判最終都不會有效，這是一場持久的無硝煙戰爭，直到一方壓倒另一方時才會結束，而中國五千年的歷史文明中已經見證了太多風雨，知道如何對付敵意型的戰爭，只有靠戰略性佈局並將時間拖長等待緩慢的戰略效果生效自然能取勝。[26]
- 其撰写并广泛发表了关于中国的全球经济影响、美中关系的文章，并在英国金融时报、财新、卫报等发表了她的观点。她的研究重点是中国的人口、贸易、金融体系和技术是如何影响世界的。在国际货币基金组织的一次演讲中，她对中国的金融自由化提出了警告。她还认为，独生子女政策对中国和新一代产生了深远的社会经济影响。
- 金刻羽2025年6月26日在天津举行的世界经济论坛新领军者年会（夏季达沃斯论坛）一场以“解读中国经济”为主题的分论坛上，发表看法除非中国成为消费大国，否则它永远不会成为富裕国家。为推动消费，她建议，地方政府之间的竞争，将消费作为衡量成功的标准之一。[27]

## 相关出版

### 书籍
- 《The New China Playbook: Beyond Socialism and Capitalism》，金刻羽著，2023年5月16日出版，主要探讨中国经济及其崛起之路，同时对中国的未来及其全球影响提出见解。[28]

### 文章
- China's Economy Is Leaving Behind Its Educated Young People, 华尔街日报,2023-05-11[29]